# Пожар в одесском Доме профсоюзов
Пожар в оде́сском До́ме профсою́зов 2 мая 2014 года — один из крупнейших по числу жертв пожаров на Украине; финальный эпизод гражданского противостояния между проукраинскими и пророссийскими активистами в Одессе в ходе политического кризиса на Украине в 2013—2014 годах.
В середине дня 2 мая в центре Одессы около 300 хорошо организованных сепаратистов атаковали группу числом около 2000 сторонников территориальной целостности Украины. Вооруженный боец из антимайдановской Одесской дружины убил поддерживающего Майдан демонстранта. Последовала хаотичная схватка. Обе стороны применили огнестрельное оружие. Полиция не смогла предотвратить насилие. В ходе уличных столкновений в центре Одессы погибло 6 человек. Преобладающая численность проукраинской группы заставила сепаратистов рассеяться; часть из них бежали в свой лагерь на Куликовом Поле. Большая агрессивная группа сторонников единства Украины проследовала за ними. Полиция бездействовала, не предприняв действий по оцеплению Куликова поля или по сдерживанию толпы.
Проукраинская толпа разрушила лагерь на Куликовом поле. Сепаратисты забаррикадировались в здании Дома профсоюзов посреди Куликова поля. Обе стороны перебрасывались камнями и коктейлями Молотова, со стороны Антимайдана раздавались выстрелы. В здании Дома профсоюзов начался пожар. Реакция пожарных значительно запоздала. В отсутствие пожарных некоторые проукраинские активисты помогали своим находящимся в горящем здании противникам эвакуироваться. Некоторые из спасенных затем были сильно избиты толпой. В результате пожара в Доме профсоюзов погибли ещё 42 человека, 120 человек было спасено из огня и 210 было эвакуировано из здания. Был ли пожар вызван применением «коктейля Молотова» активистами Антимайдана, находившимися внутри здания, или активистами Евромайдана, находившимися на улице, установить невозможно.
В отличие от протестов на Майдане, где столкновения в основном происходили между протестующими и милицией или «титушками», столкновения в Одессе произошли между людьми с разными политическими взглядами на будущее Украины после смены правительства в результате протестов на Майдане. В отличие от протестов на Майдане, в Одессе милиция была пассивной и не обеспечила безопасность участников протестов. Обе стороны столкновений применяли насилие.
Российская пропаганда изображает пожар в Доме профсоюзов как намеренное убийство пророссийски настроенных протестующих украинским государством. В России инцидент подаётся как иллюстрация мнимого геноцида русского населения на Украине и как одно из оправданий российского вторжения на Украину в 2022 году. В постановлении ЕСПЧ от 2025 года в качестве основных причин трагедии упоминаются бездействие местных властей, эскалация дезинформации со стороны России и действия местных чиновников, бежавших в Российскую Федерацию.

## Предыстория
После Евромайдана в Одессе сложилось два центра общественно-политической активности — уличный лагерь пророссийских активистов и противников Евромайдана (т. н. Антимайдана) на Куликовом Поле и точка сбора сторонников идей Евромайдана у памятника одесскому градоначальнику Дюку де Ришельё; с февраля 2014 года, после нападений на сторонников обоих лагерей, обе стороны стали создавать группы силовой самообороны. В марте — апреле 2014 года российский спецназ, националисты, наемники-неонацисты, казаки и кадыровцы скрытно вторглись в Украину на востоке. Согласно данным историка Тараса Кузьо, в Приднестровье, ближайшем к Одессе российском анклаве, Россия держала 2000 спецназовцев, готовых вмешаться в события в Одессе.

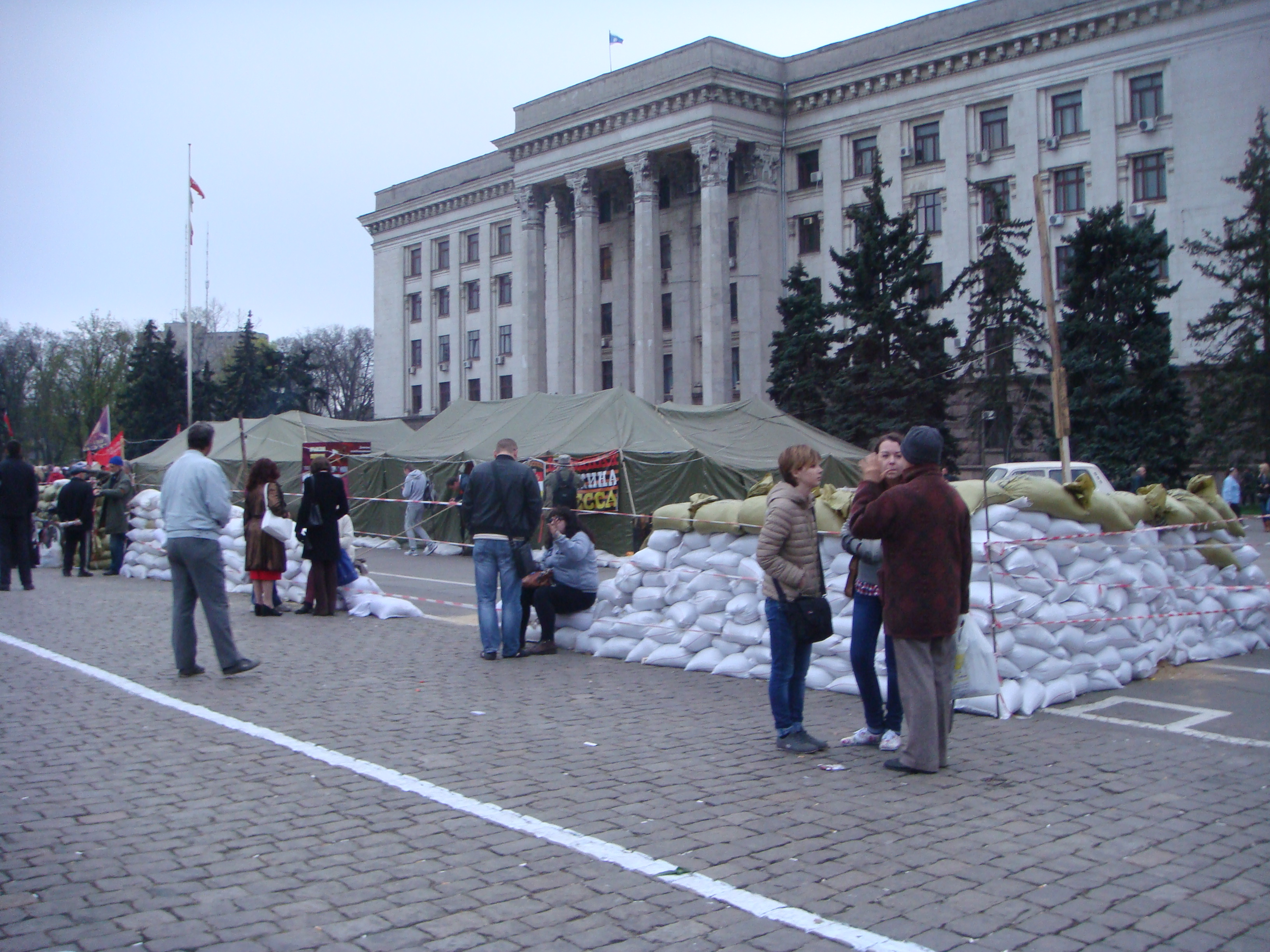
Палаточный лагерь пророссийских активистов на Куликовом Поле в апреле 2014 года (за 3 недели до трагических событий)

## Уличные столкновения в центре Одессы
2 мая на железнодорожный вокзал Одессы на футбольный матч между одесским «Черноморцем» и харьковским «Металлистом» прибыло много болельщиков из Харькова; на 15 часов болельщики обоих клубов вместе со сторонниками Евромайдана запланировали «Марш единства Украины» от Соборной площади в центре города до стадиона «Черноморец». Активисты лагеря на Куликовом Поле, подогреваемые слухами о возможном разгоне их палаточного лагеря, начали собираться на Александровском проспекте, в нескольких сотнях метров от Соборной площади. Местная милиция безуспешно пыталась предотвратить столкновения между этими группами.
Примерно в 15 часов 30 минут в районах Греческой площади, Дерибасовской и Преображенской улиц, а также прилегающих к ним переулков (недалеко от торгового центра «Афина») начались уличные столкновения. Около 300 хорошо организованных сепаратистов Украины атаковали группу числом около 2000 сторонников территориальной целостности Украины. В 16 часов 10 минут вооруженным бойцом из «Одесской дружины» антимайдана, стрелявшим из-за милицейского оцепления, был смертельно ранен (впоследствии умер в больнице) член Правого сектора (сторонник Евромайдана) Игорь Иванов. Следом, в 16 часов 21 минуту получает смертельное ранение сторонник Евромайдана Андрей Бирюков, по официальной информации — пулей калибра 5,45 мм, и в 16 часов 34 минуты парамедики констатируют его смерть. В обеих группах были люди, экипированные щитами и касками и подготовленные к уличному бою. В центре Одессы вспыхнула хаотическая потасовка. В ходе самих столкновений обеими сторонами использовалось огнестрельное и пневматическое оружие, а также биты, брусчатка, дымовые шашки, коктейли Молотова.
В результате столкновений погибли (или были смертельно ранены) 6 человек, из них 2 — сторонников Евромайдана, 4 — сторонников Антимайдана. Многие участники с обеих сторон в ходе столкновений были ранены.
Группы Антимайдана постепенно начали утрачивать инициативу. Часть активистов Антимайдана, оказавшиеся в меньшинстве, оттеснённые от места первоначального столкновения и преследуемые сторонниками Евромайдана, стали отступать к своему лагерю на Куликовом Поле и попыталась организовать там импровизированную линию обороны из подручных материалов; среди оборонявшихся на Куликовом Поле оказалось некоторое число случайных прохожих.
Примерно в 19 часов 20 минут, когда футбольный матч уже закончился, со стадиона пришли первые группы болельщиков и предприняли попытку разрушить палаточный лагерь.

## Пожар в Доме профсоюзов

Вид на Дом профсоюзов и Куликово Поле (в 2013 году)

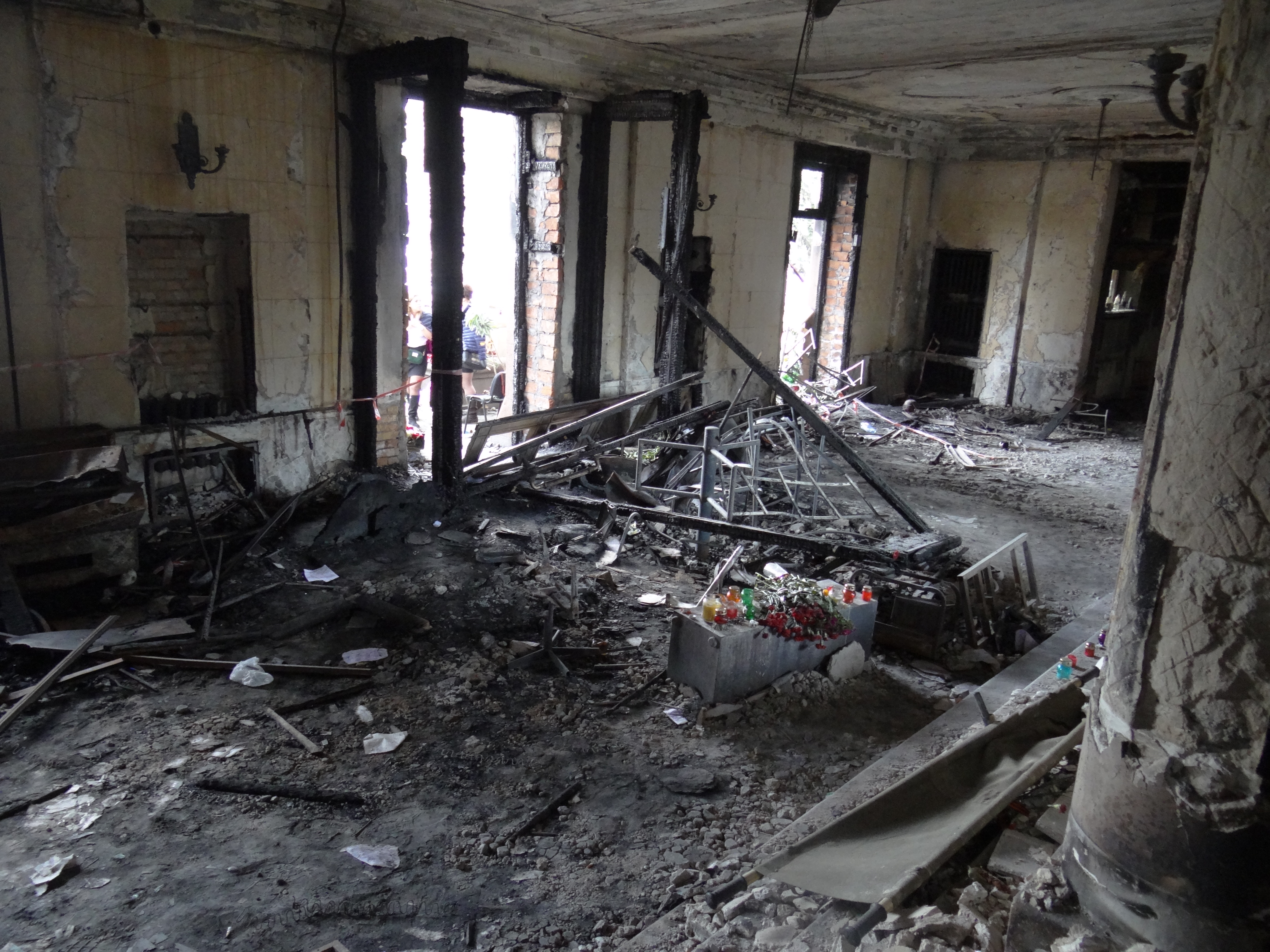
Разрушения внутри Дома профсоюзов (спустя 2 недели после пожара)

Около 18 часов 50 минут участники лагеря на Куликовом Поле, решившие использовать Дом профсоюзов для самообороны, выломали входные двери и начали заносить в Дом профсоюзов электрогенератор, канистры с бензином, ящики с «коктейлями Молотова», а также личные вещи. Всего в Доме профсоюзов укрылись около 380 человек.
Распалённые дневными событиями, сторонники Евромайдана, похоже, постарались сжечь палаточный городок. Антимайдановцы стреляли по ним из Дома профсоюзов. В районе 19:20 — 19:40 отмечено применение бутылок с зажигательной смесью обеими сторонами конфликта, а также применение огнестрельного оружия с крыши и из кабинетов Дома профсоюзов. В ходе завязавшейся потасовки у центрального входа в здание клуба сторонники Антимайдана отступили в фойе и попытались забаррикадировать входы в здание подручными материалами. Четыре из пяти очагов пожара внутри Дома профсоюзов (кроме пожара на входе) были начаты антимайдановцами изнутри. Пожар на входе в Дом профсоюзов начался, когда занявшие здание антимайдановцы и пытавшиеся попасть внутрь сторонники Евромайдана перекидывались коктейлями Молотова. Огонь у входа распространился через входную дверь на баррикаду в коридоре. Огонь от баррикады на первом этаже распространился на центральную лестницу и лестничные площадки (с тыльной части здания), где температура достигала от 200—250 до 600 °C; зафиксировано задымление в кабинетах второго и третьего этажей с фронтальной части здания. Впоследствии независимая группа расследования пришла к выводу о том, что невозможно установить, был ли пожар вызван применением «коктейля Молотова» активистами Антимайдана, находившимися внутри здания, или активистами Евромайдана, находившимися на улице.
Начиная с 19:30 на телефоны службы спасения и дежурной части милиции начали поступать сообщения о возгорании палаток на Куликовом Поле, а также массовых нарушениях правопорядка, а в 19:45 поступило сообщение о пожаре непосредственно в Доме профсоюзов. В 20:10 — 20:30 к зданию подъехало несколько пожарных расчётов, началась эвакуация людей из горящего здания и тушение пожара. При этом около 45 человек укрывались на крыше здания, и небольшая группа — на чердаке, они были эвакуированы только утром 3 мая.
Отмечены как попытки оказания проукраинскими активистами (сторонниками Евромайдана), оставшимися по периметру загоревшегося здания, помощи своим оппонентам (поднос металлической конструкции сцены к горящему зданию, забрасывание верёвок в окна, вынос раненых из опасной зоны), так и случаи грубого обращения с пытающимися эвакуироваться из горящего здания (обыски, нанесение побоев и т. п.); медики оказали помощь примерно 12 подвергнутым побоям.
В Доме профсоюзов от огня и отравления угарным газом, а также при падении с высоты при попытках спастись от огня, погибли 42 человека.

## Погибшие и пострадавшие

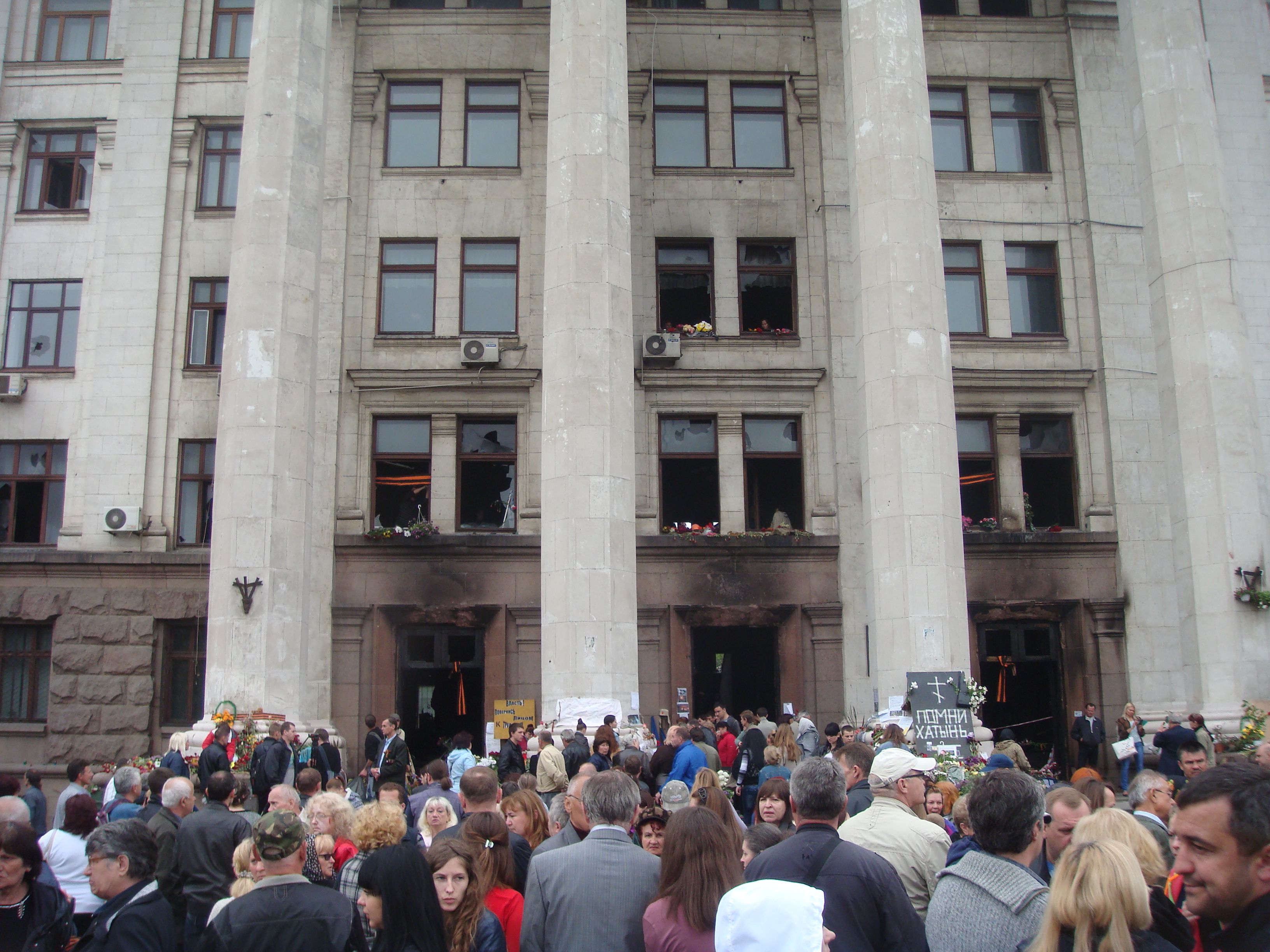
Стихийное собрание у Дома профсоюзов на девятый день трагедии

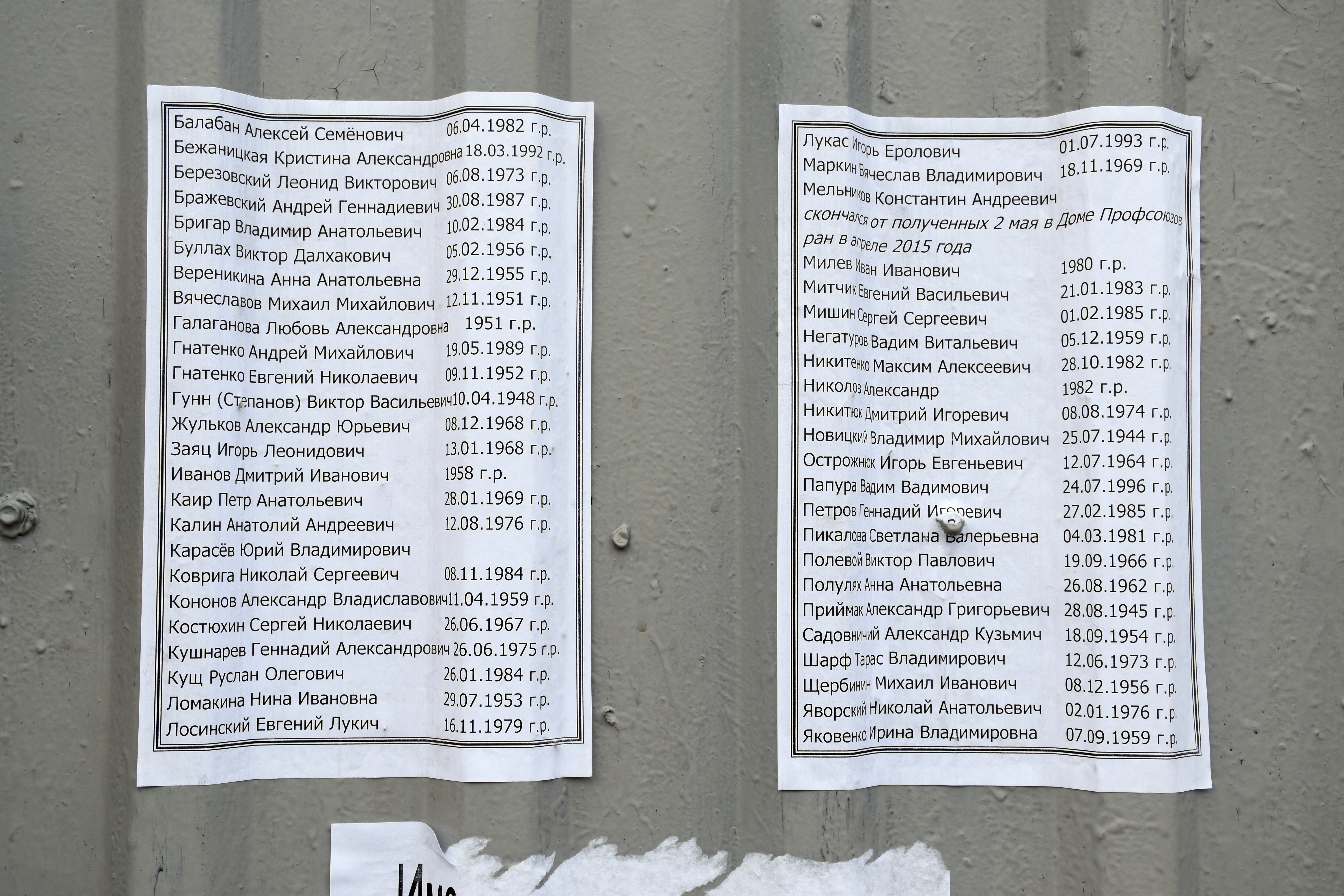
Список погибших во время противостояния в Одессе при пожаре и в уличных столкновениях в Одессе 2 мая 2014 года

По состоянию на 15 мая 2014 года стало известно о 48 погибших во время событий 2 мая:
- 31 человек погиб в Доме профсоюзов и 1 умер впоследствии в больнице от ожогов и от отравления продуктами горения при пожаре;
- 7 человек погибли при падении из окон горящего Дома профсоюзов, пытаясь спастись от огня, и ещё 3 умерло впоследствии в больнице от полученных травм;
- 4 человека погибли в окрестностях торгового центра «Афина» от огнестрельных ранений во время уличных столкновений, ещё 2 умерли впоследствии в больницах от полученных там же огнестрельных ранений.

Среди погибших было 7 женщин и 1 несовершеннолетний (1996 года рождения). Большинство погибших были жителями Одессы и Одесской области и лишь 2 человека — жители других регионов (из Винницы и из Николаевской области). Один из погибших, Вячеслав Маркин, был депутатом Одесской областной рады и одним из лидеров местного Антимайдана. Ещё один из погибших — поэт Вадим Негатуров. 120 человек было спасено из огня и 210 было эвакуировано из здания.

## Последующие события и общественный резонанс
5 мая начались похороны погибших; впоследствии у Дома профсоюзов возник стихийный мемориал, неоднократно проходили собрания в память о погибших. 6 мая указом исполняющего обязанности президента Украины Александра Турчинова был освобождён от должности глава Одесской областной государственной администрации Владимир Немировский и назначен новый глава Игорь Палица; ряд СМИ связывают отставку Немировского с событиями 2 мая.
В ряде публикаций причинами трагедии были названы плохая работа милиции, не предотвратившей вооружённые столкновения на Греческой площади, а также пожарных, ехавших к горящему зданию в центре города больше 40 минут.
Профессор Калифорнийского университета в Риверсайде Пол Д'Аниери констатирует, что за событиями 2 мая не последовал рост насилия в Одессе и у местных властей получилось снизить напряжённость и погасить конфликт, вернув стабильность в регион.
Как пишет историк Тарас Кузьо, план России задействовать для событий в Одессе 2000 ожидавших в Приднестровье спецназовцев и установить в Одессе «Одесскую народную республику» по примеру событий на востоке Украины провалился. Мобилизация русскоговорящих сторонников единой Украины и лояльность местных силовиков позволила Одессе (как и Харькову) избежать войны, развязавшейся в восточных Донецке и Луганске.

### В российской прессе
Одесская трагедия многократно упоминалась в публикациях российских средств массовой информации и российскими должностными лицами, преимущественно в обвинительном контексте. Отмечается тенденциозное освещение одесской трагедии в российской прессе и создание мифа об «одесской Хатыни», а также использование этих событий в целях вербовки добровольцев для участия в войне на Донбассе.
Российская пропаганда изображает пожар в Доме профсоюзов как намеренное убийство пророссийски настроенных протестующих украинским государством. В России пожар подаётся как иллюстрация якобы происходящего «геноцида на Украине» и используется для оправдания вторжения России на Украину.

## Расследования событий
Официальные расследования проводились одесской прокуратурой, а также Генеральной прокуратурой Украины, первоначально обвинение было предъявлено 26 лицам.
В 2017 году суд оправдал 19 «антимайдановцев», обвинявшихся в событиях на Греческой площади, 17 из них были вскоре отпущены.
Недостатки[какие?] проведённых украинскими правоохранителями расследований отмечали в аналитической записке мониторинговой миссии ООН.
Общественное расследование проводила «группа 2 мая», сформированная журналистами, учёными и гражданскими активистами.
Россия и Украина обвиняют друг друга в препятствовании расследованию причин пожара в Одессе. Бывший руководитель подразделения МЧС в Одессе Владимир Боделан спрятался в России, где получил высокий пост в аннексированном Крыму. Руководитель одесской милиции Фучеджи спрятался в Приднестровье, пророссийском анклаве Молдовы.
ЕСПЧ постановил 13 марта 2025 года, что «соответствующие органы власти не сделали всего, что в их силах, чтобы предотвратить насилие, остановить его после начала и обеспечить своевременную помощь тем, кто оказался в ловушке во время пожара в Доме профсоюзов». В постановлении также упоминается, что «правонарушения были совершены конкретными бывшими украинскими местными чиновниками, которые к тому времени бежали в Российскую Федерацию», и говорится об эскалации российской «дезинформации и пропаганды» и о «дестабилизирующей угрозе со стороны Российской Федерации».